# Agoristenus haitensis
Agoristenus haitensis – gatunek kosarza z podrzędu Laniatores i rodziny Agoristenidae.

## Występowanie
Gatunek jest endemiczny dla wyspy Haiti.